# Le Val-David
Le Val-David ist eine französische Gemeinde mit 672 Einwohnern (Stand: 1. Januar 2022) im Département Eure in der Region Normandie (vor 2016 Haute-Normandie). Sie gehört zum Arrondissement Évreux und zum Kanton Évreux-3. Die Einwohner werden Valdavidiens und Valdavidiennes genannt.

## Geografie
Le Val-David liegt im Osten des Départements Eure, etwa neun Kilometer ostsüdöstlich des Stadtzentrums von Évreux. Umgeben wird Le Val-David von den Nachbargemeinden Cierrey im Norden und Nordosten, Le Cormier im Osten, Saint-Germain-de-Fresney im Südosten, La Baronnie im Süden, Saint-Luc im Südwesten und Westen, La Trinité im Westen sowie Le Vieil-Évreux im Nordwesten.

## Bevölkerungsentwicklung
| Jahr                       | 1962 | 1968 | 1975 | 1982 | 1990 | 1999 | 2006 | 2019 |
| Einwohner                  | 191  | 183  | 344  | 547  | 684  | 744  | 757  | 701  |
| Quellen: Cassini und INSEE |      |      |      |      |      |      |      |      |

## Sehenswürdigkeiten
- Kirche Saint-Pierre